# Famille Guidi
Pour les articles homonymes, voir Guidi.
La famille Guidi est une famille de nobles ayant servi les seigneurs de Toscane de l'an 1000 à l'an 1270. 

## Branches

### Les Guidi des Marches
- Famille des Guidi de Pesaro,  vivait en partie à Montiano (en l’Émilie-Romagne) aux XVIIe et XVIIIe siècles, patricien puis chevalier avec titre de Marquis. Originaire des Guidi de Comacchio, province de Ferrare (Émilie-Romagne).
- Famille Guidi de Fermo apparenté a la famille De Fango, noble.

### Les Guidi de Romagne
- Famille Guidi de Cesena,  ecclésiastique et institutionnelle qui durera jusqu'au XVe siècle.
  - Rinaldo Guidi, originaire de Montiano, en 1719 a été ajouté avec sa descendance dans la noblesse de Cesena. Ce chevalier a fait partie de la cour de Charles Emmanuel III, Roi de Sardaigne, qui a été reçu dans le Palais de Guidi en 1746.
  - Giovanni Francesco Guidi de Cesena. Marquis de Montebello, seigneur de Gatteo. Fils de Niccolò Guerra, gendre de Francesco Rangoni.
  - Costantino Guidi (Cesena 1832) - Marquis 1899, dernier héritier d'une famille aristocratique de Cesena, amoureux des arts se consacra à la peinture après une éducation classique à Rome et à Florence.
- Famille Guidi de Dovadola, province de Forlì-Cesena, compris entre les gués du fleuve Montone. Les Guidi de Dovadola se distinguèrent pour leur guelfisme et pour amitié avec Dante Alighieri.
- Famille des Guidi de Bagno di Romagna en Émilie-Romagne, Province de Forlì-Cesena (FC) depuis 1554, avec le titre de marquis.
  - Niccolò Guidi (1583-1663), fils de Fabrizio Guidi de Bagno, marquis de Montebello, et de Laura Colonna, fille de Pompeo Colonna, duc de Zagarolo.
  - Gianfrancesco Guidi di Bagno, cardinal (1627), frère de Niccolò. Neveu de Girolamo, cardinal Colonna (1627), du côté de sa mère.
- claudio de Bagno  mariage a Livia d'Aragona enfants: 1Giulio Guidi Marchese di Bagno  Barbara de Gorna , 2Giovanni di Bagno , 3Francesco Cardinale di Bagno

giulio guidi  marquis de Bagno  et Montebello  mariage a  Barbara de Corna 
enfant : Fabrizio Guidi Marchese di Bagno e Montebello + 1639 mariage a Catarina Marta Marchesa Corte  Franchini ;
enfant: Giulio III. Guidi Marchese di Bagno Conte di Montebello   mariage a  Claudia Chiara Marchesa de Aragona
- Famille Guidi de Ferrare, apparenté a la famille Paselli, titre de marquis et comte; 
  - Domenico Guidi, naissance à Carrare, Toscane en 1625 - Décès à Rome en 1721. Cet élève d'Alessandro Algardi réalisera de nombreuses commandes à Rome. Il réalisera une statue de Clément IX (église Sainte Marie Maggiore), en 1670, le monument du comte de Thiene (Sant'Andrea della Valle), en 1676, et un Ange sur le pont Sant'Angello de Rome.

### Les Guidi de Toscane
- les Guidi de Romena, république florentine.
  - Aghinolfo de Guidi, le 19-3-1230, se sépare de ses frères et obtient le comté de Romena ; Podestat de Pesaro en 1211 et 1237, Comte impérial de Romagne en 1239. Épouse Agnese, fille de Ugo Fieschi Patrizio Genovese et Comte de Lavagna.
  - Guido Pace, Comte de Romena; en 1254 vend ses parts de Empoli, Montemerlo et Montevarchi; Podestat de Arezzo (1261-1263), Podestat de Rimini (1277-1278)
- les Guidi de Pise,  noble.
- les Guidi de Volterra : 
  - Giusto Guidi,
  - Patrizio de Volterra, Conseiller de la Commune de Volterra en 1361. Par le jugement du 17-7-1719 émis par la Cour de Florence, fut arbitrairement rattaché aux comtes Guidi de Dovadola de Romagne.
- Les Guidi de Florence : quelques familles se sont consacrés à l'Art des Courroies pour armatures, chevaux, etc. et ont résidé dans le prieuré de Sant'Apollinare de 1382 à 1427.

D'autres Guidi de Florence ont été assignés à l'Art des chaussures et ont obtenu avec Antonio de Guidi, le prieuré durant l'année 1475.
Autres lignées de Guidi de Florence, étaient originaires d'Anterigoli de Mugello.
- Giuliano Guidi (fin du XVe siècle), médecin.
- Guido Guidi a été Lecteur de Médecine théorique à l'Université de Paris et proposé comme évêque de Pescia.
- Un Guido Guidi était neveu d'un Empereur et sa descendance s'est divisée en plusieurs branches différentes qui ont pris ensuite comme dernier nom, le nom des châteaux qu'ils ont possédés : Guidi Modigliana, Guidi Comtes de Romena, Guidi Comtes de Davadola, Guidi Comtes de Battifole, Guidi Comtes Bagno et Marquis de Montebello.
- Ildebrando Guidi a été Évêque d'Arezzo et Comte de Romagne durant l'année 1294.

### Autres régions
- les Guidi de Rome,  ville de San Benedetto del tronto, Mantoue et Ferrare, titre de comte et Marquis. 
  - Domenico Guidi (1628-1701), Torano Carrara, fut un disciple de Alessandro Algardi, puis élève de Gian Lorenzo Bernini, dont il gardera l'influence. Il est célèbre pour ses monuments funéraires, en 1699 il créa Andromède et le Monstre de Mer; Anges du pont Saint-Ange à Rome (pont Sant’Angello),
- les Guidi de Carrù,  province de Coni, titre patricien, apparenté à la famille Rainaud,
- les Guidi de Belgique, descendants des comtes de toscane (Titre non-réclamé). Ayant migré vers la Belgique au XXe siècle, il reste cependant encore quelques membres de cette famille dans la région de castiglione.

## Pour approfondir